# Chapelle de la Vierge-des-Sept-Douleurs de Gœtzenbruck
La chapelle de la Vierge-des-Sept-Douleurs se situe dans la commune française de Gœtzenbruck et le département de la Moselle.

## Histoire
La chapelle est construite en 1844, date portée sur la porte, pour Antoine Valter et son épouse Marie-Ursule Schverer, puis est cédée par la suite à la paroisse. La chapelle est inscrite à l'Inventaire topographique de la région Lorraine.